# Amerika (paquebot de 1905)
Pour les articles homonymes, voir Amerika (homonymie).
L'Amerika est un paquebot allemand construits par les chantiers Harland & Wolff de Belfast avec le numéro 357 pour numéro de chantier et mis en service par la Hamburg America Line (HAPAG) en 1905. Après une décennie de service entre Hambourg et New York, le paquebot est abrité dans ce dernier port, alors neutre, lors du début de la Première Guerre mondiale. C'est ainsi qu'il est saisi par les États-Unis lors de leur entrée en guerre en 1917. Renommé America, il rejoint d'abord l'United States Navy pour assurer des missions de transport de troupes, puis en 1919 à l'United States Army.
En 1920, il passe sous le contrôle du United States Shipping Board, qui le fait exploiter comme paquebot par l'United States Mail Steamship Company, puis par les United States Lines après la faillite de la première. En avril 1931, le navire cesse son service et reste à quai pendant neuf ans.
En 1940, il est renommé Edmund B. Alexander et repasse sous contrôle de l'US Army qui l'utilise comme caserne flottante, puis comme transport de troupes jusqu'en 1949. À nouveau mis au repos, le navire est finalement démoli en 1957.

## Caractéristiques
L'Amerika était parmi les paquebots les plus somptueux du monde lors de son entrée en service en 1905. Elle était la première paquebot à offrir un restaurant à la carte aux passagers du Premier Type comme une alternative à la salle à manger. Elle était aussi le premier paquebot à installer un ascenseur à bord. Le restaurant était modelé sur le Grill Ritz-Carlton à l'Hôtel Carlton à Londres et autorisé spécialement de porter le nom de Ritz-Carlton selon un accord entre les propriétaires de l'hôtel et HAPAG. L'hôtelier César Ritz dirigeait le restaurant pendant que le chef Auguste Escoffier était chargé de son personnel et de créer son menu,.
La décoration du paquebot était pour la plupart entreprise par la compagnie anglaise Waring et Gillow. Le décor était une entorse aux styles dominants de l'époque ; au lieu des intérieurs modelés sur des châteaux et des palais, ceux de l'Amerika étaient inspirés par des hôtels de luxe contemporains.

Toute salle était d'un style historique différent : l'escalier et le foyer du Premier Type étaient du Style Adam ainsi que le salon des femmes. La salle d'écriture était du Style Empire, le fumoir du Style Élizabéthain, et la salle à manger du Style Louis XVI. La salle à manger était d'une longeur de 100 pieds (environ 30 mètres) et d'une largeur aussi large que le vaisseau même. 